# باب هیستینگز
باب هیستینگز (انگلیسی: Bob Hastings; ۱۸ آوریل ۱۹۲۵ – ۳۰ ژوئن ۲۰۱۴) یک هنرپیشه اهل ایالات متحده آمریکا بود.
از فیلم‌ها یا سریال‌های تلویزیونی که وی در آن نقش داشته‌است، می‌توان به همگی در خانواده و چارلی و فرشته اشاره کرد.